# Église de la Translation-des-Reliques-de-Saint-Nicolas de Stepanje
Pour les articles homonymes, voir Église de la Translation-des-Reliques-de-Saint-Nicolas.
L'église de la Translation-des-Reliques-de-Saint-Nicolas de Stepanje (en serbe cyrillique : Црква Преноса моштију Светог Николе у Степању ; en serbe latin : Crkva Prenosa moštiju Svetog Nikole u Stepanju) est une église orthodoxe serbe serbe située à Stepanje, dans la municipalité de Lajkovac et dans le district de Kolubara en Serbie. Elle est inscrite sur la liste des monuments culturels protégés de la république de Serbie (no SK 889).
En plus de l'église, un stećak (un type particulier de tombe médiévale), une fontaine commémorative, l'école monastique et la tombe de Vasilije Pavlović sont également classés.

## Présentation

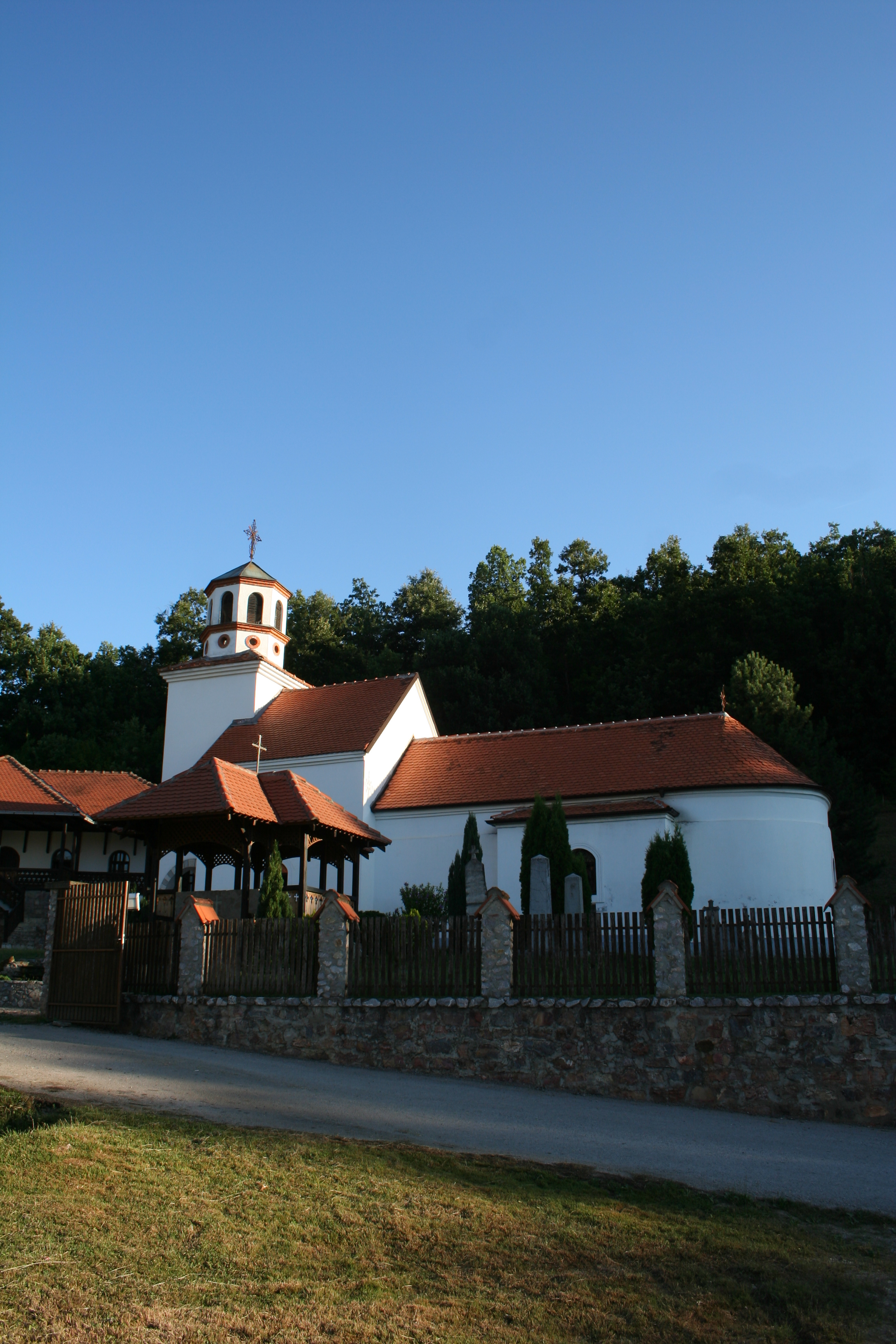
Autre vue de l'église.

L'église est mentionnée pour la première fois en 1722. Le monastère dont elle faisait partie est quant lui mentionné pour la première fois en 1778 et pour la dernière fois en 1840. L'église a reçu son apparence actuelle en 1794.
L'édifice, qui s'inscrit dans un plan rectangulaire simple, est aujourd'hui dépourvu de dôme mais, à l'origine, il devait sans doute être doté d'une coupole, ainsi qu'en témoigne la présence de quatre robustes piliers placés là où l'on en trouve une habituellement. L'église dispose d'une vaste abside demi-circulaire.
Plusieurs peintres de la région de Valjevo ont travaillé à l'iconostase, réalisée en 1796, comme Petar Nikolajević Moler et Aćim Popović. Hadži-Ruvim a peut-être sculpté un pectoral miniature en bois conservé dans l'église. L'église abrite également une icône représentant la Mère de Dieu à l'Enfant, peinte par Aleksije Lazović.

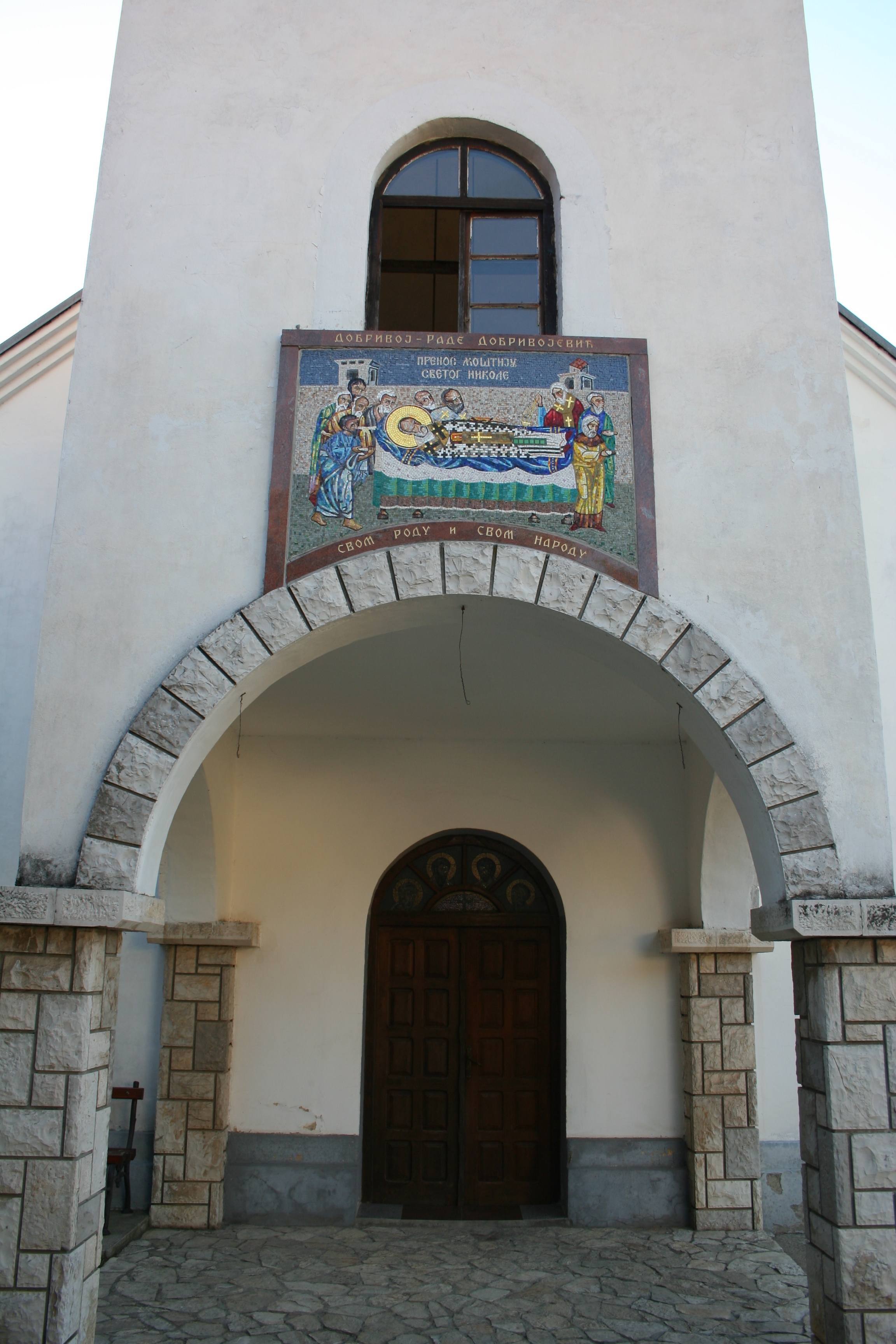
Détail de l'entrée.

## Autres éléments classés

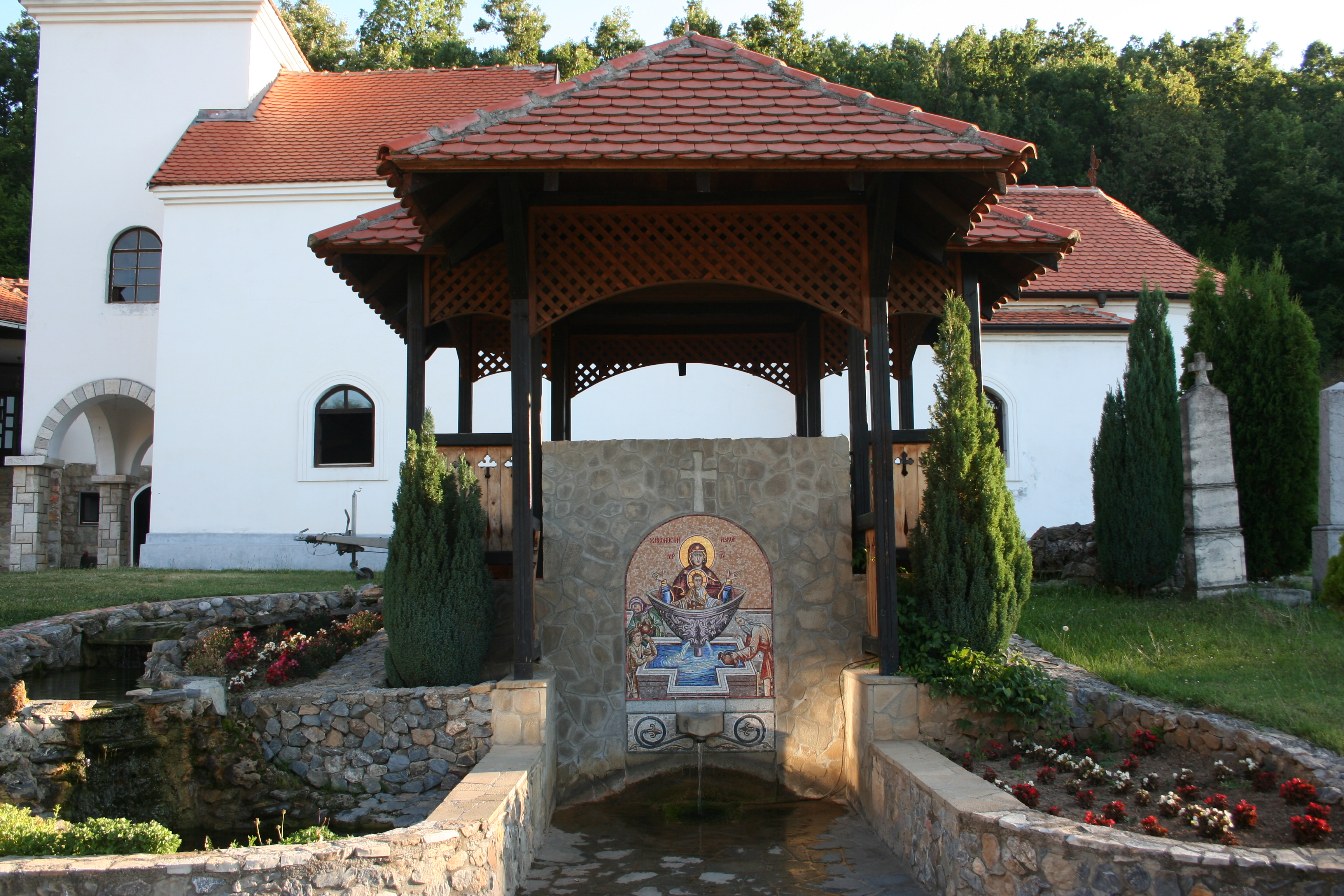
La fontaine commémorative.
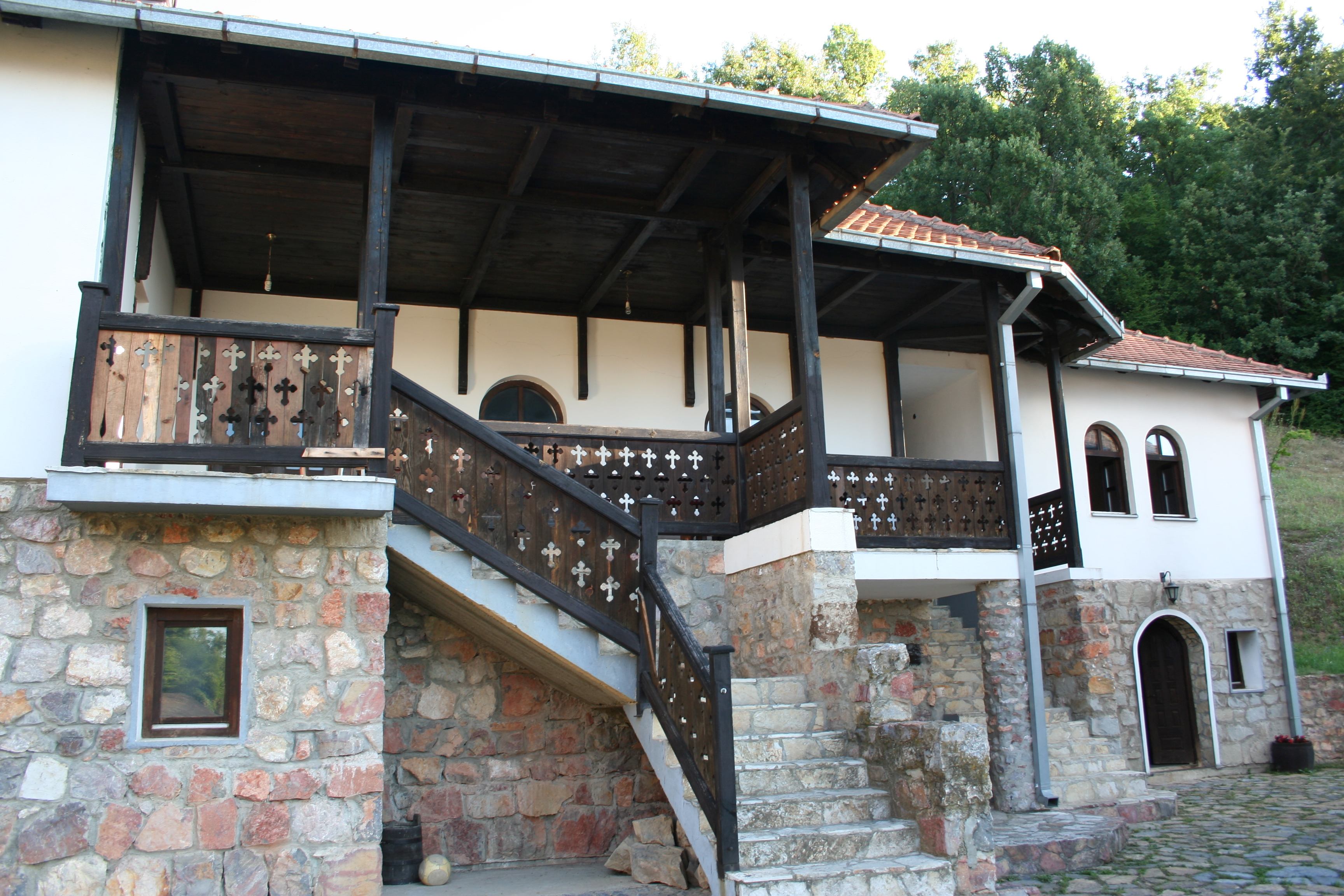
L'école.
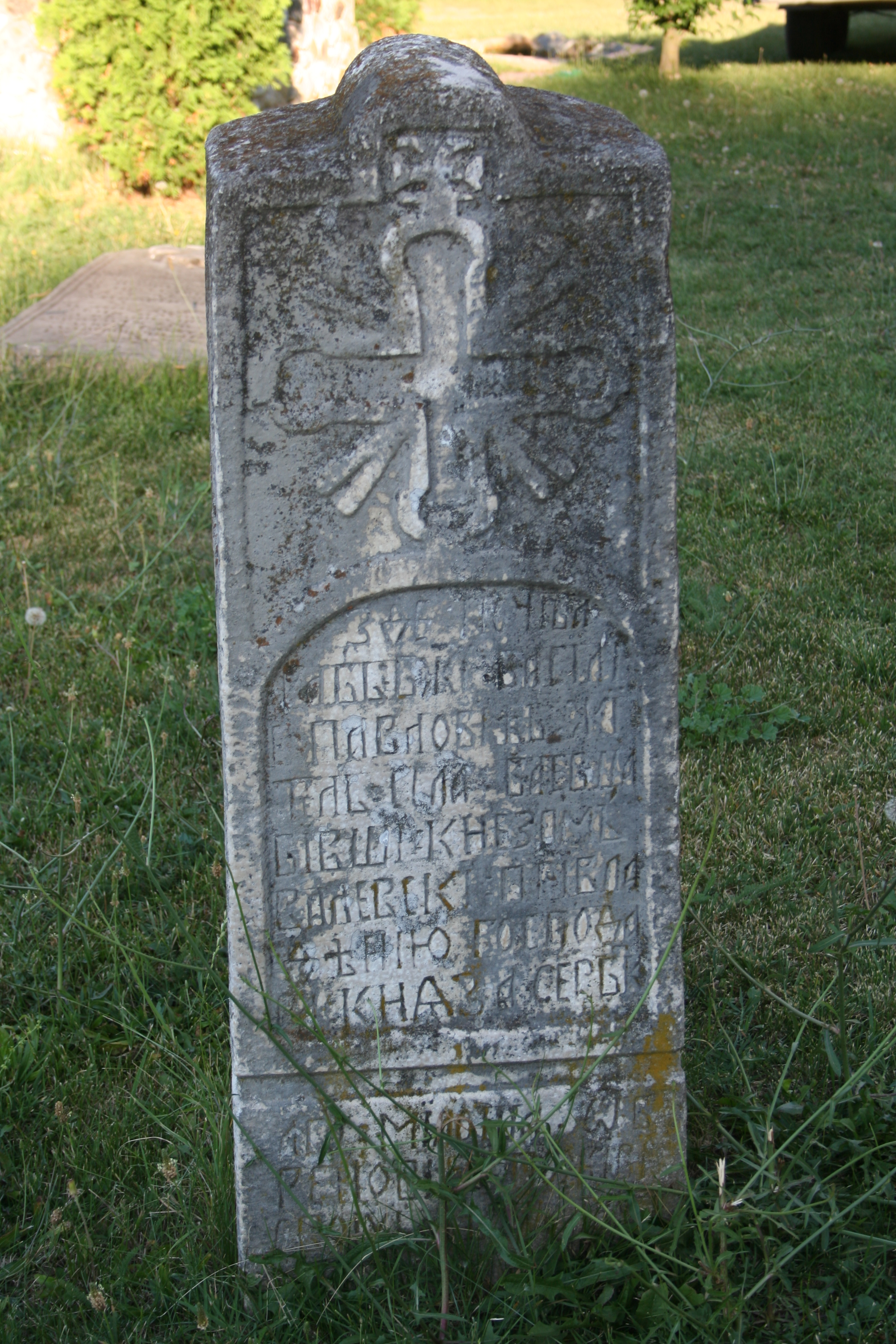
La tombe de Vasilije Pavlović.